# Sedlo pod Maľym Salatínom
Sedlo pod Maľym Salatínom – położona na wysokości około 1430 m przełęcz w Niżnych Tatrach na Słowacji. Znajduje się w zachodniej części Niżnych Tatr, w ich bocznym grzbiecie pomiędzy szczytami Salatín (1630 m) i Malý Salatín (1444 m). Północne, porośnięte lasem stoki przełęczy opadają umiarkowanie stromo do doliny potoku Štiavnička, południowo-wschodnie, silnie kamieniste bardzo stromo do doliny Salatyńskiego Potoku (Salatínsky potok). Rejon przełęczy porasta las, ale po jej południowo-zachodniej stronie (na zboczach Salatína) znajduje się niewielka polana. Górną częścią tej polany przebiega szlak turystyczny.
W rejonie przełęczy znajduje się skała o nazwie Fricová skala.

## Przypisy

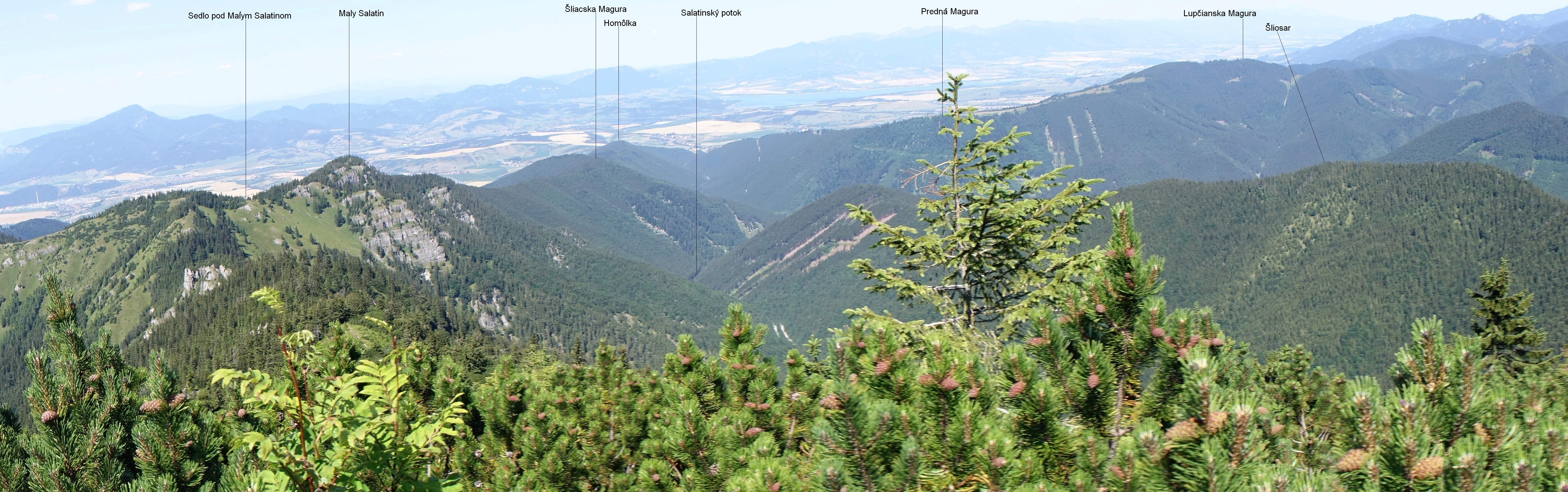
Widok z Salatína
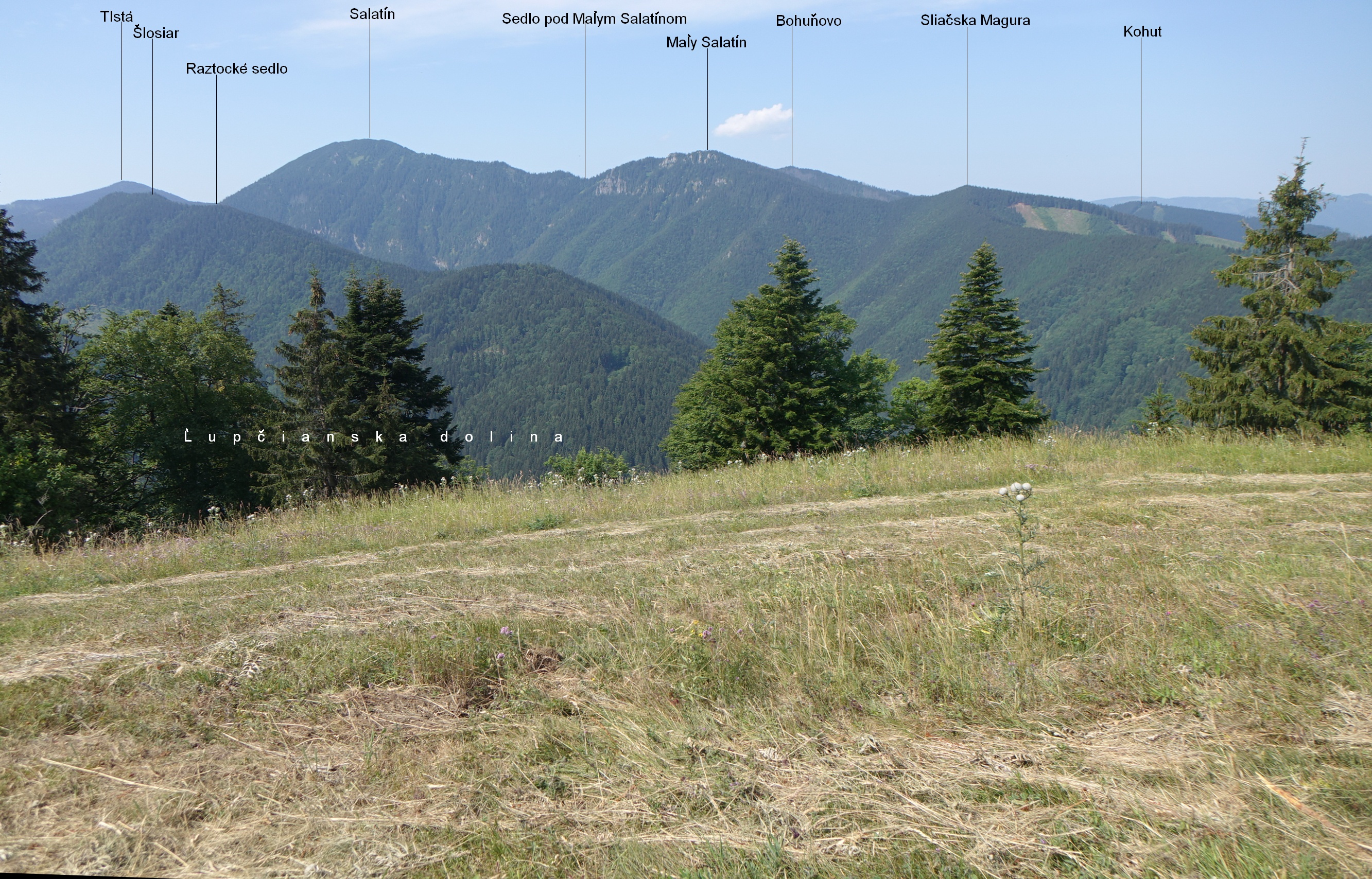
Widok ze szczytu Predná Magura